# Bartlett (Tennessee)
Bartlett – miasto w Stanach Zjednoczonych, w stanie Tennessee, w hrabstwie Shelby.